# Załęże Małe
Załęże Małe – niestandaryzowana nazwa części wsi Kornelówka położonej w Polsce, województwie mazowieckim, w powiecie grójeckim, w gminie Pniewy. Leży w północno-zachodniej części wsi, przy granicy z Natalinem.
Składa się z rozproszonych gospodarstw wiejskich.
Dawniej samodzielna wieś. W latach 1867–1954 w gminie Konie. 20 października 1933 w woj. warszawskim utworzono gromadę Załęże Małe granicach gminy Konie, składającą się z wsi Załęże Małe i Nowe Załęże.
Podczas II wojny światowej w Generalnym Gubernatorstwie, w dystrykcie warszawskim. W 1943 gromada Załęże Małe liczyła 40 mieszkańców.
W związku z reorganizacją administracji wiejskiej w 1954 r., Załęże Małe, już jako część Kornelówki, weszło w skład nowej gromady Budki Petrykowskie, a po jej zniesieniu w 1961 roku do gromady Pniewy.
W latach 1975–1998 miejscowość administracyjnie należała do województwa radomskiego.